# Saint-Père-sur-Loire
Saint-Père-sur-Loire is een gemeente in het Franse departement Loiret (regio Centre-Val de Loire). De plaats maakt deel uit van het arrondissement Orléans. Saint-Père-sur-Loire telde op 1 januari 2022 1.030 inwoners.

## Geografie
De oppervlakte van Saint-Père-sur-Loire bedroeg op 1 januari 2022 10,69 vierkante kilometer; de bevolkingsdichtheid was toen 96,4 inwoners per km².

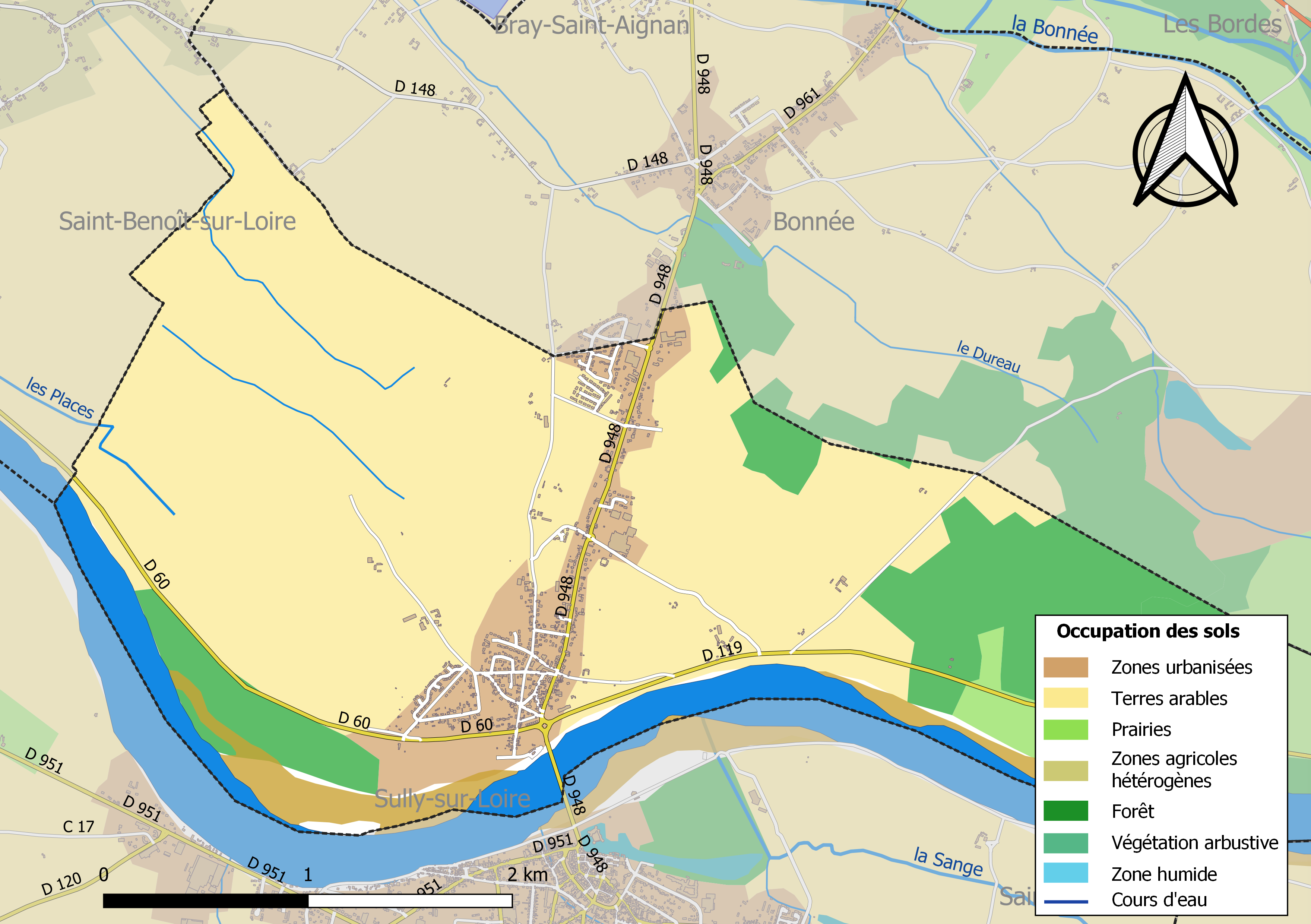
Kaart van de gemeente met de belangrijkste infrastructuur, bodemgebruik en omliggende gemeenten

## Demografie
Onderstaande figuur toont het verloop van het inwonertal (bron: INSEE-tellingen).